# تزکند، اسمائیلی
تزکند، اسمائیلی (به لاتین: Təzəkənd, Ismailli) یک منطقهٔ مسکونی در جمهوری آذربایجان است که در شهرستان اسماعیللی واقع شده‌است.

## خصوصیات
تزکند ۱٬۵۲۰ نفر جمعیت دارد.